# Dołotinka (rejon millerowski)
Dołotinka (ros. Долотинка) – osiedle w Rosji, w obwodzie rostowskim, w rejonie millerowskim. W 2010 liczyło 880 mieszkańców.